# جویس (واشینگتن)
جویس (به انگلیسی: Joyce) یک منطقهٔ مسکونی در ایالات متحده آمریکا است که در شهرستان کلالام، واشینگتن واقع شده‌است.